# Skrill
Skrill (in precedenza Moneybookers) è una società che offre servizi di trasferimento di denaro (o micropagamento) con base nel Regno Unito, che permette agli utenti di mandare e ricevere soldi via e-mail.
La società è stata fondata il 18 giugno 2001 dalla Gatcombe Park Ventures Ltd di Londra, è membro della Electronic Money Association ed è regolamentata dalla Financial Services Authority del Regno Unito (FSA).

## Storia
Il dominio moneybookers.com è stato creato il 18 giugno del 2001. A luglio 2006 Moneybookers ha dichiarato di avere oltre 1,9 milioni di utenti registrati e di aver effettuato transazioni per oltre 1.482 milioni di euro mentre a marzo del 2008 sono registrati secondo i dati ufficiali della società 4,2 milioni di account.
Nel 2011 Moneybookers ha annunciato una ridenominazione del servizio in Skrill. Tale rebranding è stato completato nel terzo quadrimestre del 2013.

## Funzionamento
Per usufruire dei servizi offerti da Money Bookers è necessario registrarsi al sito.
Money Bookers, infatti, permette di ricevere e inviare denaro da e per tutto il mondo direttamente on–line.

Una volta registratisi al sito è necessario, con un versamento tramite bonifico bancario, inserire del denaro nell'account, per iniziare a poterlo gestire tramite Money Bookers.
L'invio e la ricezione di denaro funzionano esclusivamente via e-mail: al mittente basta, tramite il sito, indicare l'indirizzo e–mail del beneficiario al quale verranno recapitati i soldi. Se il beneficiario non dispone di un account, assieme alla e–mail di notifica del pagamento, verrà inviato anche un invito a registrarsi ai servizi di Money Bookers, per poter così incassare e prelevare la somma inviatagli.

È possibile inviare denaro in tutti i Paesi del mondo, a beneficiari che abbiano attivo un conto bancario o una carta di credito Visa, Mastercard, American Express, JCB o Diners se si vive in uno dei paesi dell'OECD.

## Costi
Moneybookers è gratuito per chi vende; si paga, invece, l'1% fino a un massimo di Euro 0,50 per trasferire il denaro da un conto a un altro. Vi è inoltre un costo di Euro 4,00 nel caso in cui si voglia trasferire il denaro dal proprio conto virtuale sulla carta di credito o sul conto corrente bancario.
Per quanto riguarda i prelevamenti da Bancomat, in Italia non ci sono banche convenzionate per cui viene sempre applicata la commissione di 1,80€ sulla somma prelevata.

## Valute Accettate
- Baht thailandese
- Corona ceca
- Corona danese
- Corona norvegese
- Corona svedese
- Dollaro australiano
- Dollaro canadese
- Dollaro di Hong Kong
- Dollaro di Singapore
- Dollaro neozelandese
- Dollaro statunitense
- Dollaro taiwanese

- Euro
- Fiorino ungherese
- Franco svizzero
- Lev bulgaro
- Rand sudafricano
- Ringgit malese
- Siclo israeliano
- Sterlina inglese
- Won sudcoreano
- Yen
- Złoty polacco